# 黃毅力
黃浩晉，原名黃毅力、黃一保（Eric Wong，1966年12月5日—），香港專欄作家、商人及賽車手，前香港警務處高級督察。

## 簡歷
黃浩晉於九龍油麻地成長，在一家普通的香港中學畢業，於中學會考自修，其後成功投考加入皇家香港警務處，成為見習督察。於辭職後轉投商界，於1998年易名，並且創立富利堡集團，任職汽車經紀及遊艇代理，亦參與過民主建港協進聯盟事務。於2011年起，黃毅力投身賽車運動。
黃浩晉曾經以10年時間遊學世界及修讀中文大學工商管理碩士、哈佛商學院、歐洲工商管理學院牛津管理課程及中共中央黨校。於2007年，獲疐DHL及《南華早報》合作舉辦的Hong Kong Business Award年輕企業家獎。
他是香港賽馬會會員，曾經跟幾名商人購入一隻馬匹，名為「東方駿馬」，但他對該馬匹並沒有任何了解。

## 專欄
其專欄可以見於《東周刊》、《車王雜誌》、《都市日報》及《經濟日報》等，主要書寫管理心得。

## 家庭
黃浩晉的父親於退休前為警務人員；黃浩晉已經結婚，育有子女一對。

## 相關
- 《人性的弱點》[1]
- 大圍瑞峰花園商場──茶餐廳
- 富利堡車行 [2]
- 七人車
- 易手車

## 外部參考
1. ↑  香港電台2012年6月10日《舊日的足跡》- 黃毅力
2. ↑  .   [2012-06-10]. （原始内容存档于2013-02-17）.

- （页面存档备份，存于）
- [永久]
- 黃毅力 嚴父變奏 打好根基 逐步放寬[永久]